# Andrew Sydney Withiel Thomas
Andrew Sydney Withiel Thomas (* 18. prosince 1951 v Adelaide, Jižní Austrálie) je australsko-americký strojní inženýr a kosmonaut. Ve vesmíru byl čtyřikrát, na orbitální stanici Mir strávil 140 dní.

## Život

### Studium a zaměstnání
Vysokoškolské studium absolvoval v rodném městě na University of Adelaide, kde v roce 1975 získal doktorát.
Zaměstnání získal v roce 1977 u společnosti Lockheed Corporation v (USA). V roce 1989 nastoupil k Jet Propulsion Laboratory v Pasadeně, stát Kalifornie, kde zůstal tři roky.
V letech 1992 až 1993 absolvoval výcvik budoucích kosmonautů v Houstonu, poté byl zařazen do tamní jednotky astronautů NASA.
Oženil se, jeho manželkou se stala astronautka Shannon Walkerová (*1965). Má přezdívku Andy.

### Lety do vesmíru
Na oběžnou dráhu se v raketoplánu dostal čtyřikrát ve funkci letového specialisty, pracoval na orbitálních stanicích Mir i ISS, strávil ve vesmíru celkem 177 dní, 9 hodin a 14 minut. Vystoupil jednou do volného vesmíru (EVA), strávil zde 6 hodin a 21 minut.
Byl 346 člověkem ve vesmíru.
- STS-77 Endeavour (19. květen 1996 – 29. květen 1996)
- Cesta na Mir
  - STS-89 Endeavour (23. ledna 1998 – 24. ledna 1998,
- Zpátky z orbitální stanice Mir na Zem
  - STS-91 Discovery (8. června 1998 – 12. června 1998)
- STS-102 Discovery ( 8. března 2001 – 21. března 2001)
- STS-114 Discovery (26. července 2005 – 9. srpna 2005)